# Registro dello stato civile
Il registro di stato civile è un registro tenuto dagli enti locali, concernente informazioni riguardanti lo stato civile dei cittadini.

## In Italia
La sua tenuta è obbligatoriamente prevista a carico del comune, presso un ufficio di stato civile che ha il compito di tenere i registri relativi ai cittadini residenti suddivisi per atti. Tali registri sono appunto detti registri di stato civile.
Gli atti relativi sono raccolti in archivi informatici e registri. Tali registri vengono tenuti in doppio originale e devono rispettare la conformità prevista dai moduli stabiliti da decreto del ministro dell'Interno.
Preposto alla tenuta di tali registri è l'ufficiale di stato civile dei comuni, che è di norma il sindaco, quale ufficiale del Governo, che sovraintende alla tenuta dei registri di stato civile e di popolazione, anche se egli può delegare tale funzione ad altri dipendenti a tempo indeterminato del comune, ma anche al presidente di circoscrizione comunale (qualora il territorio comunale sia diviso appunto in circoscrizioni), consigliere comunale o al segretario comunale.
Tale funzione in assenza del sindaco viene coperta dal vicesindaco (o dal commissario straordinario nei comuni commissariati).
Ai sensi dell'articolo 7, comma 5 della legge 29 dicembre 1990, n. 405 i certificati, le
copie e gli  estratti dei registri dello stato civile e l'autenticazione delle sottoscrizioni delle corrispondenti dichiarazioni sostitutive sono esenti dall'imposta di bollo.

## Atti dello stato civile
Atti tipici dello stato civile sono:
- Atti di nascita
- Atti di morte
- Atti di matrimonio o di unione civile
- Cittadinanza

Tali atti vengono iscritti o trascritti nei registri comunali. Sono atti pubblici di cui art. 2699 del codice civile, in quanto redatti da pubblico ufficiale a ciò autorizzato, quale è l'ufficiale dello stato civile. Il contenuto redatto dall'USC fa fede fino a querela di falso, mentre quanto dichiarato dai dichiaranti fa fede fino a prova contraria.
Ai sensi dell'art. 450 del codice civile, i registri dello stato civile sono pubblici. Lo scopo dei registri è proprio quello di rendere pubbliche informazioni a chiunque, in quanto è proprio il motivo per cui sono stati istituiti tali registri. Gli ufficiali dello stato civile devono rilasciare gli estratti e i certificati con le indicazioni previste della legge. Essi devono altresì eseguire, negli atti affidati alla loro custodia, le indagini domandate da privati.
Si può richiedere al Comune che detiene l'atto il rilascio di:
- Certificati (Art. 108 comma 2 DPR 396/2000)

È un certificato dove viene indicato il nome del titolare, con data e luogo di nascita e le informazioni relative al tipo di certificato: se certificato di matrimonio, viene anche indicato il luogo e data del matrimonio, nonché il coniuge. Se si tratta di certificato di morte, viene indicata data e luogo di morte.
- Estratti per riassunto (Art. 106 DPR 396/2000)

Oltre ai dati presenti nel certificato, vengono riportate le annotazioni integrative riportate nell'atto custodito nei registri. Per esempio, nell'estratto di nascita potrebbe essere indicato il matrimonio o la morte. Nell'estratto di matrimonio può essere indicata la separazione
- Estratti per copia integrale (Art. 107 DPR 396/2000)

La copia integrale consiste in un documento autenticato che riporta integralmente tutto quanto è indicato sull'atto originale. Di norma è una semplice fotocopia.
L'estratto per copia integrale, a differenza degli altri atti, ai sensi del DLgs 196/2003 art. 177 comma 3, può essere rilasciato se ricade almeno una delle seguenti condizioni: 
- su richiesta dall'intestatario dell'atto
- su motivata istanza comprovante l'interesse personale e concreto del richiedente a fini di tutela di una situazione giuridicamente rilevante

In Italia è consentito inoltre rilasciare un Estratto di Nascita come da modello internazionale previsto nella Convenzione di Vienna. Tale estratto è riproducibile senza né legalizzazione né traduzione.

## Convenzione internazionale
L'Italia fa parte insieme ad altri paesi Europei della Commissione internazionale dello stato civile, che ha prodotto una Convenzione relativa alla codifica delle espressioni che figurano nei documenti dello stato civile reciprocamente riconosciuta, che fornisce codici comune e tabelle di traduzione tra le varie lingue degli stati membri, tra le quali anche una traduzione in inglese non ufficiale.

### Stati Uniti
- Where to Write for U.S. Vital Records, su cdc.gov.

### Unione europea
- European Civil Register Network Project (PDF), su ec.europa.eu.

### Italia
- Registri di Stato Civile storici digitalizzati, su antenati.san.beniculturali.it.

### Irlanda
- General Register Office, su groireland.ie. URL consultato il 17 giugno 2020 (archiviato dall'url originale il 23 luglio 2013).

### Regno Unito
- General Register Office (England and Wales)
- General Register Office for Scotland, su gro-scotland.gov.uk.
- General Register Office Northern Ireland, su groni.gov.uk. URL consultato il 3 maggio 2019 (archiviato dall'url originale il 14 febbraio 2006).

| Controllo di autorità | Thesaurus BNCF 39171 · BNF (FR) cb13318372x (data) · NDL (EN, JA) 00573187 |